# Zhang Bao
 (décembre 2018).
Si vous disposez d'ouvrages ou d'articles de référence ou si vous connaissez des sites web de qualité traitant du thème abordé ici, merci de compléter l'article en donnant les références utiles à sa vérifiabilité et en les liant à la section « Notes et références ».
Dans ce nom chinois, le nom de famille, Zhang, précède le nom personnel.
Pour les articles homonymes, voir Zhang.
Zhang Bao (chinois simplifié : 张宝 ; chinois traditionnel : 張寶 ; pinyin : Zhāng Bào ; Wade : Chang¹ Pao⁴) (? - Décembre 184) était un jeune frère de Zhang Jiao, son général et son plus fervent partisan pendant la révolte des Turbans Jaunes en 184.
Il siège quelque temps à la cour de Dong Zhuo, puis est accusé de corruption et chassé. Il rejoint alors son frère, « Maître de la voie de la paix », qui le nomme « général de la terre » alors que lui-même est « général du ciel » et le plus jeune, Zhang Liang, « général des humains » ; à eux trois ils couvrent les « trois mondes » de l'univers. Zhang Bao était réputé pour son impartialité, mais aussi pour ses grandes fureurs ; il fut responsable de plusieurs massacres et soumit nombre de villes au profit de son frère. Il est tué lors des affrontements par les soldats de Huangfu Song au château de Yang Cheng.